# Санш V
Санш V (баск.: Antso Sancion, гаск.; д/н — бл. 961) — герцог Гасконі в 950/955—961 роках.

## Життєпис
Походив з династії Гатонідів (Гасконського дому). Старший син Санша IV. Про нього відомо замало. Між 950 і 955 роками після смерті батька посів герцогський трон Гасконі. Не досяг значних успіхів у відновленні єдиного герцогства. Помер близько 961 року. Йому спадкував брат Вільгельм.